# 凉风桥站
凉风桥站是位于广西壮族自治区桂林市灵川县三街镇凉风桥的一个铁路车站，邮政编码541202。车站建于1938年，有湘桂铁路经过该站，现仅办理货运，不办理客运业务，车站及其上下行区间均未电气化。车站距离衡阳站331公里，隶属南宁铁路局，是四等站。

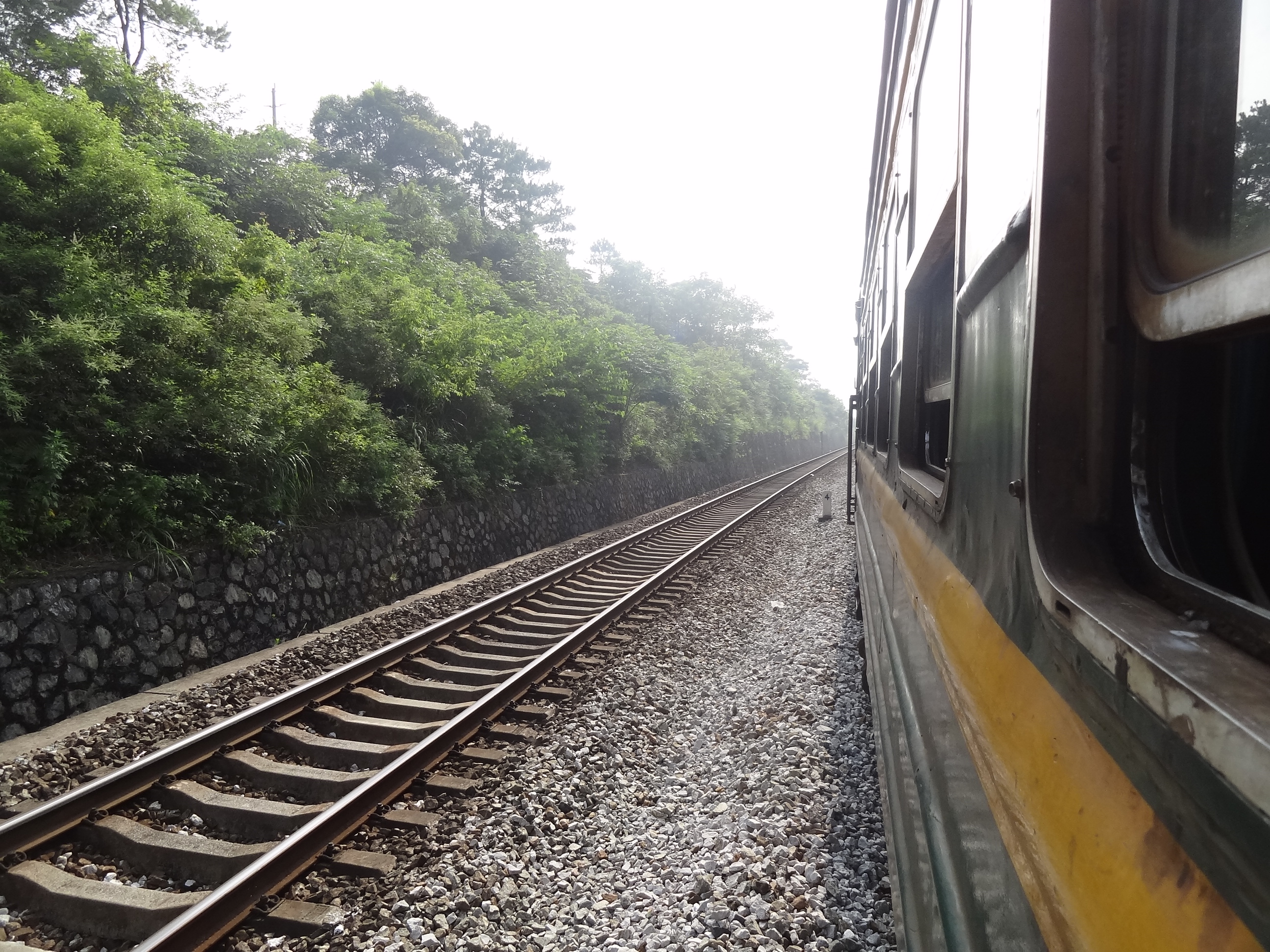
凉风桥站 站内正线

## 概况
凉风桥站位于广西壮族自治区灵川县三街镇凉风桥村西端，站名因村名而得。凉风桥村原名叫凉粉村，因做凉粉出名而得名。当年为修建湘桂铁路，把此地的一个山口推平，从此西北风顺着山口也就是风口吹过来，夏天多刮东南风，这里不但吹不到凉风，反而多吹热风。而冬天西北风一刮，这里明显比别处要冷一些，所以得名凉风桥。现有站线3股道，站房面积102平方米，有两座站台，自20世纪90年代中期就已经停止办理客运业务了，17平方米的候车室也已改作他用。车站取消货运业务也有近20年了，目前只办理行车业务。